# 山口大学の人物一覧
山口大学の人物一覧（やまぐちだいがくのじんぶついちらん）は、山口大学に関係する人物の一覧記事。（アイウエオ順）
なお、本項目では、1949年の学制改革で設立された（新制）山口大学、および前身校（旧制山口高等学校・山口高等商業学校・旧制宇部工業専門学校・山口師範学校・山口青年師範学校・旧制山口獣医畜産専門学校）の関係者について記すものとする。ただし、旧制山口高等学校尋常中等科（山口県立山口高等学校の系譜）出身で他の学校に進学した者については記さない。

## 著名な教職員

### 歴代学長
大学公式サイト に記載された、学制改革以降の学長。
- 初代：松山基範（1949年5月31日 - 1958年1月27日）
- 2代：田中晃（1958年6月14日 - 1962年6月14日）
- 3代：市川禎治（1962年6月14日 - 1969年3月31日）
- 4代：力武一郎（1971年4月1日 - 1973年4月1日）
- 5代：中村正二郎（1973年4月1日 - 1977年12月4日）
- 6代：小西俊造（1978年3月1日 - 1984年3月1日）
- 7代：粟屋和彦（1984年5月16日 - 1990年5月16日）
- 8代：三分一政男（1990年5月16日 - 1993年5月16日）
- 9代：村上悳（1995年5月16日 - 1996年5月16日）
- 10代：広中平祐（1996年5月16日 - 2002年5月16日）
- 11代：加藤紘（2002年5月16日 - 2006年5月16日）
- 12代：丸本卓哉（2006年5月16日 - 2014年3月31日）
- 13代：岡正朗（2014年4月1日 -　2022年3月31日）
- 14代：谷澤幸生（2022年4月1日 - ）

### その他の教職員（現職員・旧職員・名誉教授）
- 青木正児 - 文学博士、中国文学、中国学者（京都帝国大学卒）山口大学文理学部元教授
- 青山拓央 - 哲学博士（千葉大学大学院社会文化科学研究科哲学専攻博士課程単位取得満期退学）山口大学時間学研究所元准教授
- 赤松智城 - 宗教学者（京都帝国大学卒）山口大学文理学部元教授
- 飴山實 - 俳人、化学者（京都大学農学部卒）山口大学名誉教授
- 有村隆広 - ドイツ文学者（九州大学大学院文学研究科修士課程修了）山口大学文理学部元講師、九州大学名誉教授
- アレキサンデル・スパン - ドイツの翻訳家、農学者（ギムナジウム卒、ベルリン大学・ハレ大学にて研究）旧制山口高等学校元教授
- 飯倉洋一 - 文学博士、国文学者（九州大学卒）山口大学人文学部元教授
- 池上敏 - 作曲家、音楽教育者（東京藝術大学卒）山口大学名誉教授
- 池田攻 - 工学者（北海道大学大学院理学研究科地質学鉱物学修了）山口大学名誉教授
- 石川巧 - 国文学者（立教大学大学院卒）山口大学元助教授
- 一川誠 - 心理学者、文学博士、サイエンスナビゲーター、（大阪市立大学大学院文学研究科後期博士課程修了）山口大学大学院理工学研究科元助教授、山口大学時間学研究所客員教授
- 糸長雅弘 - 物理学者、理学博士、磁気圏物理学研究者（九州大学大学院理学研究科物理学専攻博士後期課程修了）山口大学国際総合科学部元学部長
- 稲葉和也 - 経営学研究者、学術博士（明治大学大学大学院経営学研究科博士後期課程退学）山口大学大学院技術経営研究科教授
- 入不二基義 - 哲学者（東京大学大学院人文科学研究科 哲学専門課程博士課程単位取得退学院卒）山口大学教養部元助教授
- 岩河三郎 - 作曲家（東京音楽学校卒）山口大学教育学部元教授
- 岩本晋 - 医学博士（島根大学卒、ミシガン州立大学院修了）山口大学医学部元講師、山口大学大学院経済学研究科特命教授
- 江上信雄 - 生物学者（東京帝国大学卒）山口学理学部元教授
- エドワード・ガントレット - 音楽家、語学者（ロンドンの音楽学校卒）山口高等商業学校元教授
- 遠藤徹 -  哲学者（東京大学大学院人文科学研究科博士課程修了）山口大学名誉教授
- 岡田良平 - 教育者（東京帝国大学分科大学哲学科卒）旧制山口高等中学校元校長
- 小川仁志 - 哲学者（名古屋市立大学大学院人間文化研究科博士後期課程修了）プリンストン大学元客員研究員、徳山工業高等専門学校元准教授、山口大学国際総合科学部准教授
- 奥和義 - 経済学者（京都大学大学院経営学研究科修士課程修了）山口大学経済学部元助教授
- 織田一朗 - 時計・時間研究者（慶應義塾大学法学部卒）山口大学時間学研究所客員教授
- 小野忠熈 - 理学博士（九州大学院卒）山口大学名誉教授
- 小柳司気太 - 中国文学者(東京帝国大学選科卒）旧制山口高等学校元教授
- 音田正巳 - 経済学者（東京帝国大学卒）山口大学元教授
- 柏木英彦 - 中世西洋哲学の研究者、文学博士（慶應義塾大学大学院文学研究科博士課程修了）山口大学人文学部元教授
- 加治屋勝子 - 食品栄養科学博士、農芸化学者（静岡県立大院卒 ) 山口大学大学院医学系研究科助教
- 加田哲二 - 社会学者、経済学博士（慶應義塾大学理財科卒）山口大学経済学部元教授
- 紙本栄一 - 武道家、剣道範士八段（旧制中学校卒）旧制山口高等学校元助教授、山口大学元師範
- 蒲生保郷 - 教育者（高等商業学校(現・一橋大学)卒）山口高等商業学校元教授
- 菊屋吉生 - 美術史学者（立命館大学文学部史学科卒）山口大学教育学部元教授、山口大学国際総合科学部教授
- 木下謙治 - 社会学者（九州大学文学研究科社会学専攻博士課程中退）山口大学名誉教授、九州大学元教授、元筑紫女学園大学教授、元福岡県立大学教授、元宇部フロンティア大学教授
- 金尚均 - 法学博士（立命館大学大学院法学研究科博士後期課程中退）山口大学経済学部元講師
- 纐纈厚 - 歴史学者、政治学博士（一橋大学大学院社会学研究科博士課程単位取得退学）山口大学元理事、山口大学名誉教授、山口大学元副学長
- 鴻巣隼雄 - 日本文学者（東京帝国大学卒）文学博士、山口大学元教授
- 小林誠 - 医学者、医学博士（九州大学卒）山口大学大学院研究科教授
- 菰田文男 - 経済学者（九州大学大学院卒）山口大学元助教授
- 佐伯富 - 東洋史学者、文学博士（京都帝国大学卒）山口高等商業学校元教授
- 酒井ツギ子 - 教育学者（名古屋大学院卒）山口大学元講師
- 坂手恭介 - 会計学者（神戸大学大学院卒）山口大学元副学長
- 坂元ひろ子 - 中国哲学者（東京大学大学院卒）山口大学元助教授
- 佐々木瑞枝 - 日本語学者（ゴールデンステート大学院卒）山口大学元教授
- 佐野之人 - 哲学者（京都大学大学院卒）山口大学教育学部教授
- 三分一博志 - 建築家（東京理科大学卒）山口大学非常勤講師
- 柴田勝二 - 日本近代文学研究者（大阪大学大学院卒）山口大学元助教授
- 柴谷篤弘 - 理学博士、医学博士（京都帝国大学卒）山口県立医科大学元教授
- 鈴木重靖 - 経済学者、経済学博士（京都大学卒）山口大学名誉教授
- 鈴木善次 - 生物学者、科学史家（東京教育大学卒）山口大学元教授
- 鈴木雅之 - 英文学者、文学博士（新潟大学卒）山口大学元助教授
- 鈴木満男 - 政治人類学者（東京大学大学院卒）山口大学元教授
- 高木智見 - 歴史学者、中国哲学（名古屋大学大学院文学研究科博士課程修了）山口大学教授・山口大学人文学部学部長
- 高桑守史 - 民俗学者（東京教育大学大学院卒）文学博士、山口大学元助教授
- 滝野正二郎 - 歴史学者（九州大学卒）山口大学人文学部准教授
- 竹林征三 - 工学者（京都大学卒）山口大学時間学研究所元客員教授
- 田中晋作 - 文学博士、考古学者（関西大学大学院卒）山口大学人文学部教授、山口大学人文学部就職支援部部長
- 田中誠二 - 国史学者、文学博士（京都大学卒）山口大学人文学部元教授、山口県地方史学会会長
- 田中理絵 - 教育社会学者（九州大学大学院卒）山口大学教育学部元准教授、西南学院大学教授、放送大学客員教授
- 谷光太郎 - 経営学者（東北大学卒）山口大学元教授
- 戸川秋骨 - 英文学者、評論家（東京帝国大学英文科専科修了）旧制山口高等学校元教授
- 中田考 - 哲学博士（東京大学大学院卒・カイロ大学院修了）山口大学元助教授
- 永野則雄 - 会計学者（横浜市立大学卒）山口大学元教授
- 中村貞二 - 社会学者（一橋大学大学院卒）山口大学元助教授
- 西田幾多郎 - 哲学者、文学博士（東京帝国大学卒）旧制山口高等学校元教授
- 畑地正憲 - 歴史学者（九州大学大学院卒）山口大学名誉教授、萩国際大学（現・至誠館大学）元学長
- 馬場良治 - 日本画家、日本美術院院友（東京藝術大学大学院修了）山口大学客員教授
- 彦坂忠義 - 物理学者、理学博士、新潟大学名誉教授（東北帝国大学卒）旧制山口高等学校元教授
- 弘兼憲史 - 漫画家（早稲田大学卒）山口大学元客員教授
- 福尾猛市郎 - 歴史学者（京都帝国大学卒）山口大学元教授
- 福本和夫 - 経済学者（東京帝国大学卒) 山口高等商業学校元教授
- 牧田登之 - 獣医学者、農学博士（東京大学大学院卒）電子顕微鏡の第一人者、山口大学元教授
- 松浦寅三郎 - 教育者（東京帝国大学法科大学卒）元山口高等商業学校教授
- 松本源太郎 - 教育者（東京帝国大学文学部選科卒）山口高等学校元校長、元同教授、山口高等商業学校元校長、同元教授
- 三上真人 - 工学者、工学博士（東京大学大学院卒）山口大学教授
- 水野敏雄 - 教育学研究、島根大学元学長（東京帝国大学卒）旧制山口高等学校元教授
- 三輪史朗 - 医学博士、血液学者、（東京大学卒）山口大学元教授
- 村上勝三 - 哲学者（東京大学大学院卒）山口大学元講師、東洋大学大学院特任教授
- 村上允英 - 理学博士、地質学・岩石学者（九州帝国大学卒）山口大学名誉教授
- 村上保壽 - 文学博士、仏教学者（東北大学大学院卒）山口大学元助教授
- 村田昇 (国文学者) - 山口大学名誉教授、梅光女学院短期大学元教授
- 村山英雄 - 教育学者（広島大学大学院卒）山口大学元教授
- 森茂暁 - 歴史学者（九州大学卒）文学博士、山口大学元教授
- 森下徹 - 文学博士、歴史学者（東京大学大学院卒）山口大学教授
- 森田鉄郎 - 西洋史学者（東京帝国大学文学部卒業）旧制山口高等学校元教授
- 谷田部梅吉 - 東京理科大学の創始者の一人（東京帝国大学卒）元山口高等中学校元教頭
- 山本英史 - 中国史学者、文学博士（東京大学大学院卒）山口大学元助教授
- 山本文彦 - 洋画家、日本藝術院会員（東京教育大学修了）山口大学元教授
- 由比質 - 教育者（東京帝国大学卒）旧制山口高等学校元教授
- 頼住光子 - 倫理学者（東京大学大学院卒）文学博士、山口大学元助教授
- 渡辺孝 - 経済学者（東京大学卒）山口大学元教授
- 渡辺幹雄 - 政治学者、（早稲田大学大学院卒）山口大学教授

## OB・OG

### 政界
- 今澄勇 - 元衆議院議員、民社党政策審議会長。山口高等商業学校卒
- 小川信 - 元衆議院議員（日本社会党）。農学部卒
- 坂本実 - 元衆議院議員、自由党総務。元山口県総務部長。山口高等商業学校卒
- 山際大志郎 - 衆議院議員（自由民主党）。経済再生担当大臣、全世代型社会保障改革担当大臣、新しい資本主義担当大臣、新型コロナ対策・健康危機管理担当大臣、内閣府特命担当大臣（経済財政政策）。農学部卒
- 吉原米治 - 元衆議院議員（日本社会党）旧制宇部工業専門学校中退
- 二木謙吾 - 元参議院議員（自由民主党）。元大蔵政務次官。山口師範学校卒
- 二木秀夫 - 元参議院議員（自由民主党）。元宇部市長。元科学技術政務次官。工学部卒

### 官界
- 伊藤文吉 - 元軍需省顧問、元農商務省参事官、元内閣総理大臣秘書官、元日本鉱業社長。旧制山口高等学校卒業
- 魚本藤吉郎 - 元在ソビエト連邦特命全権大使、元外務省中近東アフリカ局長、元財団法人交流協会理事長、山口高等商業学校卒
- 坂根哲夫 - 元公正取引委員会事務局長、元日鐵海洋工事社長、山口高等商業学校卒
- 田村幸策 - 元広東総領事、元中央大学教授、山口高等商業学校卒
- 佐藤敏信 - 元厚生労働省健康局長、久留米大学特命教授、医学部卒
- 山口甲 - 元北海道開発庁北海道開発局長、元北海学園大学教授、工学部卒
- 近藤奈津枝 - 海上自衛隊大湊地方総監（海将）、人文学部卒

### 行政
- 小倉馨 - 元広島平和文化センター事務局長、元広島平和記念資料館長。旧制山口高等商業学校卒
- 池田豊 - 防府市長、元山口県総務部長。経済学部卒
- 久保田后子 - 元宇部市長、元山口県議会議員。経済学研究科修士
- 合志栄一 - 元山口市長、山口県議会議員。経済学部卒
- 中村勝人 - 元宇部市長、元宇部市市民部長、旧制宇部工業専門学校卒
- 平安正知 - 福岡県小郡市長、元小郡市議会議員。工学部卒
- 平谷祐宏 - 尾道市長、元尾道市教育委員会教育長。教育学部卒

### 財界
- 秋本穣 - 伊藤忠商事元代表取締役副社長、タイム・ワーナー・エンターテイメント・ジャパン元代表取締役社長。経済学部卒
- 阿部孝博 - ダイショー取締役社長。農学部卒
- 石部修平 - 荒川化学工業元社長。文理学部卒
- 今井清輔 - パナソニック電工相談役。経済学部卒
- 岩田幸雄 - 山口放送代表取締役社長。文理学部卒
- 宇高忠 - リガク元研究所副所長。文理学部卒
- 内田成明 - ダイキョーニシカワ代表取締役社長。工学部卒
- 岡崎賢 -  日立電線元副社長。経済学部卒
- 大谷武雄 - 品川白煉瓦元社長。文理学部卒
- 鬼木和夫 - 親和銀行頭取、福岡銀行元副頭取。経済学部卒
- 小野喜孝 - 井筒屋元代表取締役社長・会長。山口経済専門学校卒
- 加治木俊道 - 関西電力元副社長　元大蔵省証券局長。山口高等商業学校卒
- 金子惠治 - セントラル硝子元代表取締役専務。経済学部卒
- 金子堅次郎 - 三井物産元取締役、東芝元副社長、日本トレーディング社元社長。山口高等商業学校卒
- 川島克哉 - 新生銀行社長、SBIホールディングス副社長COO、元住信SBIネット銀行社長、元モーニングスター社長
- 川本敏雄 -  マイカル元社長、イオン元常務。経済学部卒
- 神田草平 - CKD元社長。経済学部卒
- 木下朝太郎 - フュージョンパートナー元取締役、スカラ常務取締役。経済学部卒
- 黒河隼人 - 東洋陶器（現TOTO）元社長。山口高等商業学校卒
- 後藤磯吉 - はごろもフーズ元社長。山口高等商業学校卒
- 米谷信彦 - アルパイン代表取締役社長。経済学部卒
- 小山文彦 - レノファ山口代表取締役社長、ゴーガ元社長（創業者）。人文学部卒
- 近藤広一 - 本田技研工業元会長、アメリカン・ホンダモーター元会長。文理学部卒
- 佐藤光昭 - 九州電力元副社長、安川電機元取締役、九州産業大学元理事長。経済学部卒
- 佐藤勇二 - 三菱重工業元副社長  山口高等商業学校卒
- 四宮和生 - ヨータイ元代表取締役社長 。工学部卒
- 杉田弘生 - カノークス元代表取締役社長。経済学部卒
- 高橋宏邦 - 九州耐火煉瓦元社長。文理学部卒
- 田中雅克 - 出光興産元副社長。経済学部卒
- 永池克明 - 東芝アメリカ社元副社長、九州大学元教授。経済学部卒
- 長島恭助 - 協和埼玉銀行元相談役   山口高等商業学校卒
- 中野雅男 - 全日空商事元社長、全日本空輸（ANA）元専務。経済学部卒
- 中牟田喜一郎 - 岩田屋元社長・会長、日本テニス協会名誉会長。山口高等商業学校卒
- 七村守 - セプテーニ・ホールディングス創業者・元CEO会長、日本人材ビジネス協議会元理事長。経済学部卒
- 西岡昭彦 - パナホーム元社長。経済学部卒
- 西川義教 - 愛媛銀行頭取、第二地方銀行協会会長、全国銀行協会副会長。経済学部卒
- 西田計治 - 三井金属鉱業代表取締役社長、日本鉱業協会元会長。経済学部卒
- 服部淳司 - 名鉄運輸元専務。経済学部卒
- 藤村守 - 富士チタン工業元社長、 石原産業元常務。経済学部卒
- 藤本万太郎 - 新日本理化元代表取締役社長、日本石鹸洗剤工業会理事。経済学部卒
- 松野浩二 - 日立金属元社長。工学部卒
- 眞部則広 - 東京三菱ティーディーウォーターハウス証券元代表取締役社長、カブドットコム証券専務執行役員。経済学部卒
- 三喜俊典 - 日新製鋼社長。工学部卒
- 光井一彦 - 宇部マテリアルズ元社長、宇部商工会議所会頭。工学部卒
- 三船法行 - トーカロ代表取締役社長、工学博士。工学部卒
- 村上正弘 - 三島製紙元代表取締役社長、日本製紙パピリア元代表取締役社長。工学部卒
- 山内隆司 - ガンバ大阪代表取締役社長。
- 山本征児 - 鳥越製粉元副社長・相談役。農学部卒
- 山本博巳 - 日立物流元社長。経済学部卒
- 吉川征治 - エックスネット創業者・初代社長。工学部卒

### 研究者・学者
- 明里宏文 - 免疫学者、京都大学医生物学研究所教授。連合獣医学研究科修了
- 足立明男 - 美術教育者、山口情報芸術センター元館長、山口県立美術館元副館長、山口県立萩美術館・浦上記念館元館長。教育学部卒
- 安部司 - 食品添加物の研究者、NPO熊本県有機農業研究会JAS判定員。文理学部卒
- 阿部玲子 - 土木工学者、オリエンタルコンサルタンツグローバルインド現地法人取締役社長。工学博士。工学部卒
- 安藤匡子 - 獣医学者、鹿児島大学准教授。連合獣医学研究科修了
- 井手秀樹 - 経済学者、（神戸大学院卒）慶應義塾大学名誉教授、ハーバード大学元客席研究員。経済学部卒
- 上原春男 - 佐賀大学元学長、ウエハラサイクル発明者、工学博士。文理学部卒
- 岡正朗 - 山口大学医学部附属病院元院長、山口大学長。元国立大学協会副会長。医学研究科修了
- 岡本裕一朗 - 哲学・倫理学者、（九州大学院卒）文学博士。文理学部卒
- 柿本雅明 - 化学工学者、東京工業大学名誉教授。工学部工業化学科卒
- 掛田崇寛 - 保健学者、川崎医療福祉大学元副学科長、静岡県立大学元教授。医学系研究科博士後期課程修了
- 加藤紘 - 医学博士、山口大学元学長、同大名誉教授。医学部卒
- 上領英之 - 経営学者、広島修道大学名誉教授。経済学部卒
- 河野稠果 - 人口学者、国連本部元人口部専門官、麗澤大学名誉教授。文理学部卒
- 忽那賢志 - 医師、医学者、大阪大学大学院医学系研究科教授。医学部卒
- 古賀智敏 - 経営学者、神戸大学名誉教授。経済学部卒
- 小阪裕司 - 情報学博士、（工学院大学院卒）日本感性工学部会理事、九州大学元客員教授、オラクルひと・しくみ研究所代表。人文学部卒
- 佐々木衞 - 社会学者、神戸大学名誉教授（九州大学院卒）。文理学部卒
- 貞木展生 - 経済学者、山口大学名誉教授、徳山大学元教授。経済学部卒
- 杉本史子 - 日本史学者、文学博士、東京大学史料編纂所教授（神戸大学院卒）。文理学部卒
- 善如寺俊幸 - 言語学者、漢字学、日本語教育学、東京外国語大学元教授。文理学部卒
- 都築忠七 - 一橋大学名誉教授。山口商業高等学校卒
- 十川幸司 - 医学者、精神分析家。医学部卒
- 中西貴之 - 微生物と薬物動態の研究者、サイエンスコミュニケーター、日本科学技術ジャーナリスト会議会員。農学部卒・農学研究科修士課程修了
- 中村維男 - 工学博士、(東北大学院卒)、東北大学元教授、同大名誉教授、スタンフォード大学元教授。工学部卒
- 成瀬仁蔵 - 女子教育者、日本女子大学創設者。山口師範学校卒
- 林田愼之助 - 中国文学者、文学博士、（九州大学院卒）福岡教育大学元教授、九州大学元教授、神戸女子大学名誉教授。文理学部卒
- 一二三恵美 - 生物学者。大分大学教授、猿橋賞。
- 兵藤隆 - 経済学者。（神戸大学院卒）山口大学院教授。経済学部卒
- 藤井泰 - 教育学博士、元バーミンガム大学客員研究員、松山大学教授。教育学部卒
- 藤田伍一 - 社会福祉学博士、（一橋大学院卒)、一橋大学名誉教授、第5代東京福祉大学学長。経済学部卒
- 本田乙之進 - 教育者、台南師範学校学校長。山口師範学校卒
- 増田辰良 - 法と経済学の研究者、経済学博士、（北海道大学院卒)、北星学園大学教授。経済学研究科修士課程修了
- 松下孝幸 - 形質人類学者、土井ヶ浜遺跡人類学ミュージアム館長、医学博士、元長崎大学教授。文理学部卒
- 万波誠 - 宇和島徳洲会病院医師。医学部卒
- 三田了一 - 関西学院大学元講師、北九州大学（現・北九州市立大学）元講師、日本ムスリム協会2代目会長。山口高等商業学校卒
- 三宅宗悦 - 人類学・考古学者。旧制山口高等学校卒
- 藻利重隆 - 一橋大学名誉教授。旧制官立山口高等商業学校卒
- 森本三男 - 経営学者、青山学院大学名誉教授。経済学部卒
- 八木充 - 歴史学者。 国史の研究、山口大学名誉教授(京都大学院卒）、奈良産業大学元教授、京都学園大学元教授。文理学部卒
- 山口有紗 - 医師、医学者。医学部卒
- 山邊光宏 - 教育学者、（広島大学院卒）安田女子大学名誉教授、文学博士、。教育学部卒
- 吉武秀哉 - 理学博士、機能性電解液の世界的第一人者。理学研究科修士課程修了
- 嘉目克彦 - 社会学者、大分大学副学長。経済学部卒
- 渡辺和子 - 女性学研究者、（大阪大学院卒）。文理学部卒
- 渡部孝子 - 英語学者、群馬大学准教授。教育学部卒

### 文学
- あざの耕平 - ライトノベル作家。人文学部卒
- 岸川真 - 小説家、フリーライター。人文学部中退
- 鈴木六林男 - 俳人、旧制官立山口高等商業学校中退
- 古川薫 - 直木賞受賞作家、歴史小説家。教育学部卒

### 芸術
- 安藤方之 - 狂言師、山口県無形文化財鷺流狂言技術保持者。教育学部卒
- 安野光雅 - 画家、山口師範学校卒
- 三輪修平 - 漫画家。工学部卒

### 芸能
- 小野木雅紀 - 尺八奏者。理学部卒
- 小森田実 - ミュージシャン。農学部卒
- 高重翔 - プロマジシャン、パフォーマー。
- 東郷晶子 - シンガーソングライター。教育学部卒
- 二階堂和美 - シンガーソングライター 。大学院美術教育修了
- ノッツ - シンガーソングライター、漫画家。教育学部卒
- 廣川三憲 - 俳優。人文学部卒
- 山田洋次 - 映画監督、脚本家、演出家。旧制山口高等学校卒

### スポーツ
- 池内明彦 - サッカー審判員、プロフェッショナルレフェリー。教育学部卒
- 浜本敏勝 - サッカー指導者、広島大河フットボールクラブ設立。教育学部卒
- 山出久男 - サッカー指導者、サンフレッチェ広島ホームタウン推進本部普及部長スクールマスター。教育学部卒
- 田島直人 - 陸上競技選手、ベルリンオリンピック金メダリスト。旧制山口高等学校卒

### マスコミ
- 新井道子 - エフエム山口アナウンサー。教育学部卒
- 伊藤愛 - フリーアナウンサー   元テレビ山口嘱託アナウンサー。人文学部卒
- 合瀬宏毅 - NHK解説委員。経済学部卒
- 河野康子 - 山口放送アナウンサー。教育学部卒
- 杉崎美香 - フリーアナウンサー  元信越放送アナウンサー・フジテレビめざにゅ〜メインキャスター。人文学部卒
- 高橋優子 -  フリーアナウンサー   元長崎文化放送アナウンサー・NHK大阪放送局キャスター・テレビ西日本報道局報道部。人文学部卒
- 高松綾香 - 山口放送アナウンサー
- 瀧廣祥子 - 山口朝日放送報道部記者。人文学部卒
- 東雷太郎 - テレビ山口契約 ローカルタレント。経済学部卒
- 福田晶平 - 構成作家、脚本家。人文学部卒
- 藤村恵子 - テレビプロデューサー、映画プロデューサー、テレビマンユニオン参加。人文学部卒
- 増田優香子 -  元岩手めんこいテレビアナウンサー・南日本放送アナウンサー・現在九州朝日放送アナウンサー。農学部卒・医学系研究科修了
- 横溝洋一郎 - テレビ山口アナウンサー。文理学部卒

### その他
- 福江俊喜 - 労働運動家、元山口県高校生交流集会事務局長、元山口県高等学校教員組合執行委員長、元山口県労働組合総連合議長。文理学部卒
- 原早苗 - 消費問題活動家。文理学部卒